# Solferino
Solferino (lombardul Sulfrì) egy kisváros Mantova tartományában, Lombardia régióban (Észak-Olaszországban), a Garda-tótól mintegy 10 kilométerre délre.
A városban és környékén zajlott 1859. június 24-én a szárd–francia–osztrák háború döntő ütközete, a solferinói csata, amelynek során az osztrák császári csapatok súlyos vereséget szenvedtek a francia császári és a vele szövetséges szárd–piemonti királyi haderőktől.

## Testvérvárosok
- Solférino, Landes megye, Franciaország (1963)
- Châtillon-sur-Indre, Indre megye, Franciaország (2003)

## Fordítás
- Ez a szócikk részben vagy egészben  a   Solferino című angol Wikipédia-szócikk fordításán alapul.  Az eredeti cikk szerkesztőit annak laptörténete sorolja fel. Ez a jelzés csupán a megfogalmazás eredetét és a szerzői jogokat jelzi, nem szolgál a cikkben szereplő információk forrásmegjelöléseként.
- Ez a szócikk részben vagy egészben  a   Solferino című olasz Wikipédia-szócikk fordításán alapul.  Az eredeti cikk szerkesztőit annak laptörténete sorolja fel. Ez a jelzés csupán a megfogalmazás eredetét és a szerzői jogokat jelzi, nem szolgál a cikkben szereplő információk forrásmegjelöléseként.